# Enduro (ciclisme)
L'enduro amb bicicleta és una modalitat del ciclisme de muntanya que ajunta les categories de XC i el Descens. Aquesta modalitat és una de les més completes amb el món del ciclisme perquè s'exerceix la tècnica tant de pujada tant com de baixada. Aquesta modalitat és molt exigent.

## La bicicleta
En aquesta modalitat la bicicleta ha de ser apta per a baixar el més ràpid possible i còmoda però lleugera a l'hora de pujar, les bicicletes d'enduro han de ser molt resistents i es diferencien de les altre perquè duen suspensions amb un recorregut més gran, manillar baix per facilitar l'aerodinàmica i frens de disc, amb un refredament ràpid i pneumàtics barreja de tot-terreny i muntanya. Una bici passa a ser d'enduro quan el recorregut dels amortidors és de 100mm.

## Vestimenta i proteccions
- Casc integral
- Ulleres de sol
- Genolleres
- Guants

L'uniforme que es fa servir per l'enduro és molt senzill, ja que consta d'uns pantalons tècnics i més rígids que uns normals i la samarreta ha de ser de màniga llarga perquè en cas de caiguda evitar rascades en els braços.

## Competició
D'acord amb l'Enduro World Series un esdeveniment ha de disputar almenys quatre etapes, tres d'elles diferents, i el resultat es calcula sumant els temps de totes les etapes per cada corredor, però també es disputen curses de llarga distància.